# 𝼄
Cette page contient des caractères spéciaux ou non latins. S’ils s’affichent mal (▯, ?, etc.), consultez la page d’aide Unicode.
𝼄 (uniquement en minuscule), appelé petite capitale l sanglé, est une lettre additionnelle de l’écriture latine qui est utilisée dans les extensions de alphabet phonétique international pour représenter une consonne fricative latérale vélaire sourde.

## Représentations informatiques
La petite capitale l sanglé peut être représenté avec les caractères Unicode (Latin étendu-G) suivants :
| formes    | représentations | chaînes de caractères | points de code | descriptions                                     |
| --------- | --------------- | --------------------- | -------------- | ------------------------------------------------ |
| minuscule | 𝼄               | 𝼄                     | U+1DF04        | lettre minuscule latine petite capitale l sanglé |